# José Félix Fuenmayor
José Félix Fuenmayor Palacio (Barranquilla, 7 de abril de 1885 - ídem, 30 de agosto de 1966) fue un escritor, poeta, periodista y político colombiano. Fue uno de los miembros fundadores del Grupo de Barranquilla, del que formaron parte intelectuales, artistas y personalidades como Álvaro Cepeda Samudio, Ramón Vinyes, Alejandro Obregón, Orlando Rivera “Figurita”, Héctor Rojas Herazo, Julio Mario Santo Domingo, Germán Vargas, Alfonso Fuenmayor y Gabriel García Márquez. 
Las obras de José Félix Fuenmayor fueron traducidas al inglés, francés e italiano. Es considerado uno de los principales renovadores de la literatura colombiana en la primera mitad del siglo XX y pionero de la literatura de ciencia ficción en Colombia.

## Biografía
Nace en Barranquilla el 7 de abril de 1885, hijo de Ana Elvira Palacio y Heliodoro Fuenmayor, ambos de procedencia venezolana. Su padre, médico de profesión, pertenecía a una familia liberal, y fue condenado a la cárcel por oponerse al régimen regenerador del partido Conservador. 
Fuenmayor estudió los sistemas contables, y se convirtió en contador de oficio. Se empleó en varias casas comerciales; como funcionario público, fue contralor departamental; fue además diputado a la Asamblea departamental del departamento del Atlántico (1919-1921) y en varias ocasiones fue director municipal del Partido Liberal.

## Estudios
Luego de estudiar su primaria en el colegio Biffi de Barranquilla, «José Félix Fuenmayor inició sus estudios superiores en Bogotá, en 1904, en el Liceo Mercantil o Colegio de Ramírez, institución fundada por el ingeniero Manuel Antonio Rueda Jara. Al final de sus estudios, Fuenmayor obtuvo su grado de Licenciado en Comercio y con este título se fue a Barranquilla a ejercer como contador».

## Obra
Dentro de sus obras se encuentran el poemario Musas del Trópico (1910); la novela Cosme (1927); Una triste aventura de catorce sabios (1928), cuento fantástico considerado la primera obra de ciencia ficción colombiana; y La muerte en la calle (1967), obra publicada póstumamente, que ha sido editada también por el Instituto Colombiano de Cultura, la Editorial Sudamericana de Buenos Aires y por la Casa de las Américas, de La Habana, Cuba.
La importancia de Fuenmayor dentro del contexto literario colombiano no fue reconocida en un principio. Por ejemplo, La historia de la literatura colombiana (1940), del padre salesiano José Joaquín Ortega, no lo menciona; y la Evolución de la novela en Colombia (1975), de Antonio Curso Altamar, solo nombra a Fuenmayor en la ficha bibliográfica. Solamente después del boom literario latinoamericano, y gracias a Jacques Gilard, Raymond Williams, Ángel Rama, entre otros críticos extranjeros; y a Gustavo Bell Lemus y Julio Núñez Madachi, entre los colombianos; el nombre de Fuenmayor se convirtió en cita obligatoria para la comprensión del fenómeno literario colombiano. Quedó, entonces, su nombre, junto a escritores como los argentinos Macedonio Fernández y Roberto Arlt, los mexicanos Julio Torri y Gilberto Owen, el venezolano Julio Garmendia y el ecuatoriano Pablo Palacio.

### "Cosme"
De sus obras, la más destacada y estudiada es la novela Cosme. Considerada por el crítico y político Gustavo Bell Lemus como la primera novela urbana colombiana, trata sobre la vida del joven Cosme. Narrada con aparente simpleza, el texto es un buen testimonio de los cambios de una sociedad que entra a una acelerada modernización, acompañada con una abundante transtextualidad de lenguaje picaresco, teorías de Freud, literatura grecolatina y novelas de iniciación. 
La obra transcurre en una ciudad innombrada, bajo la que se percibe la Barranquilla de principios de siglo XX, cuya posición la convirtió en un gran receptor privilegiado de mercancías, inmigrantes, compañías extranjeras y productos culturales, que contribuyeron a su desarrollo y modernización. La novela salió en Bogotá en 1927, pero no tuvo la misma acogida que La Vorágine, de José Eustasio Rivera y Pax, de Lorenzo Marroquín, probablemente por las expectativas y gustos del público de la época de un país mayoritariamente agrario.

### Influencia
Son destacables las influencias de Fuenmayor en escritores mucho más jóvenes del Grupo de Barranquilla, especialmente en García Márquez y Álvaro Cepeda Samudio, quien llegó a afirmar: “Todos provenimos del viejo Fuenmayor”.
John Brushwood, al comparar la obra de Fuenmayor con la de Gabriel García Márquez, afirmó que la más notable característica de ambas es una combinatoria de regionalismo temático e invención narrativa, una combinación ampliamente reconocida y admirada en la obra de Gabriel García Márquez. A su vez, el Nobel colombiano comparó la técnica de escribir cuentos de Fuenmayor con la de Juan Rulfo. En su opinión, ambos tienen en común la manera única de contar cualquier cosa, hablada o escrita, con una naturalidad que no tenía nada que ver con el naturalismo, y que por lo mismo tenía algo de sobrenatural.

### Periodismo
Fuenmayor fundó y fue director del periódico El Liberal de Barranquilla, trabajó en las revistas Mundial y La Semana Ilustrada y escribió columnas en el periódico El Comercio.